# 童宏勝
童宏勝（1952年1月23日—1980年6月3日），臺灣南投縣埔里鎮人，為救一名落水的女童而殉身，在新北市三重區重陽公園立有其銅像。

## 殉身
童宏勝為南投縣埔里鎮人，北上工作。1980年6月3日傍晚5時許，年僅4歲的李佩玹跟鄰居孩童在台北縣三重市重陽路一段60巷底的灌溉蓄水池旁邊玩水時，意外踩空掉進池中而溺水。當時正在旁邊三陽公寓(三陽路100巷3弄附近)三樓做油漆工程的童宏勝，立即跳入水中把女童推上岸邊，自己卻深陷池底泥濘，最终溺斃。

## 身後

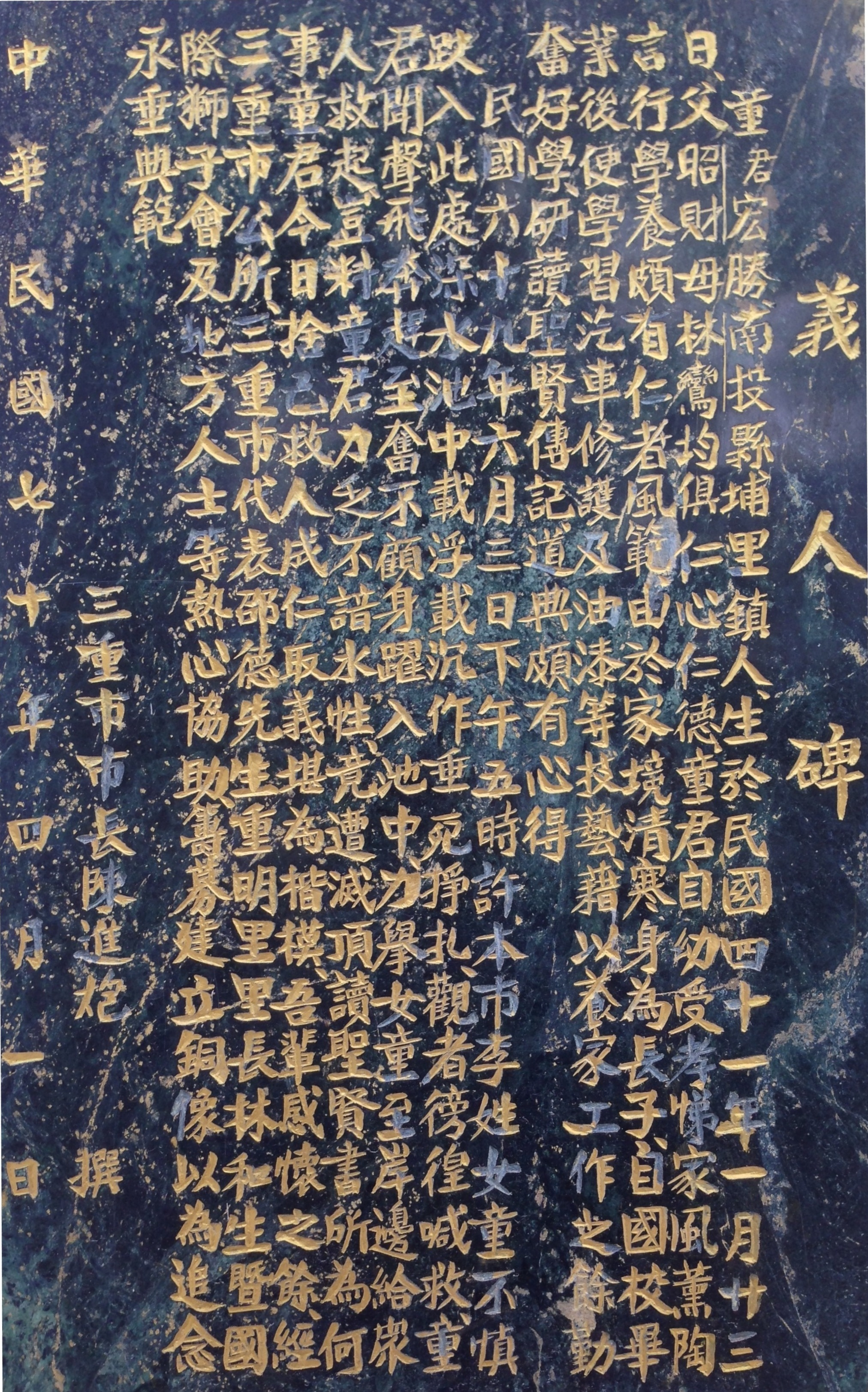
童宏勝銅像碑文，刻有生卒的資訊。

事後地方民眾籌錢設紀念銅像，由三重市民代表邵德在事發原地興建，於1981年3月落成。童宏勝父親童昭財、弟弟童筆政到場參加落成典禮。可是，李佩玹父親李國本因自責，並沒有參加落成典禮，且隨後舉家搬到土城，不敢與童家聯絡，也一直沒告知女兒真相。李佩玹因溺水時年紀尚幼，在高中時發現父親收藏的剪報之前對此事幾乎已無印象。她起初懷疑此事是否就發生在自己身上，在經過證實之後也很震驚。她得知自己溺水時，童宏勝是唯一跳下水救她且犧牲的人，使她心裡覺得很虧欠。
2011年4月，李佩玹第一次隨父親到童宏勝紀念銅像前緬懷，卻發現銅像斑駁剝落，銘刻字跡模糊難辨，前方被菜販攤位掩沒，後方緊鄰工程圍籬鐵皮，左右兩旁的人行小路也被擋住；環境凌亂，連供品都無處擺放。於是她與弟弟李政賓向該地的三重光陽里長蔡文英、重明里里長汪成治求助，再輾轉循線找到當年發起興建銅像的前三重市民代表邵德，討論覓地遷移恩人銅像一事。
眾人決定先徵得童家人支持。李政賓在同年6月2日帶著昔日報導該事件的報紙影本，藉由埔里戶政所主任的協助，尋到童宏勝胞弟童筆政。童筆政對於遷移銅像一事主動表明願意盡力協助；同時他憶起落成典禮當天，好像有人捐兩萬元，應就為李佩玹父親所贈。
同年6月13日上午，三重區公所邀集相關單位、里長、李佩玹會勘，確定將銅像遷至遷移到重陽公園內，光陽、重明里活動中心前的空地。三重區長楊義德認為該銅像具社會教化意義，願提撥部分經費全力促成遷移，並進行周遭美化。

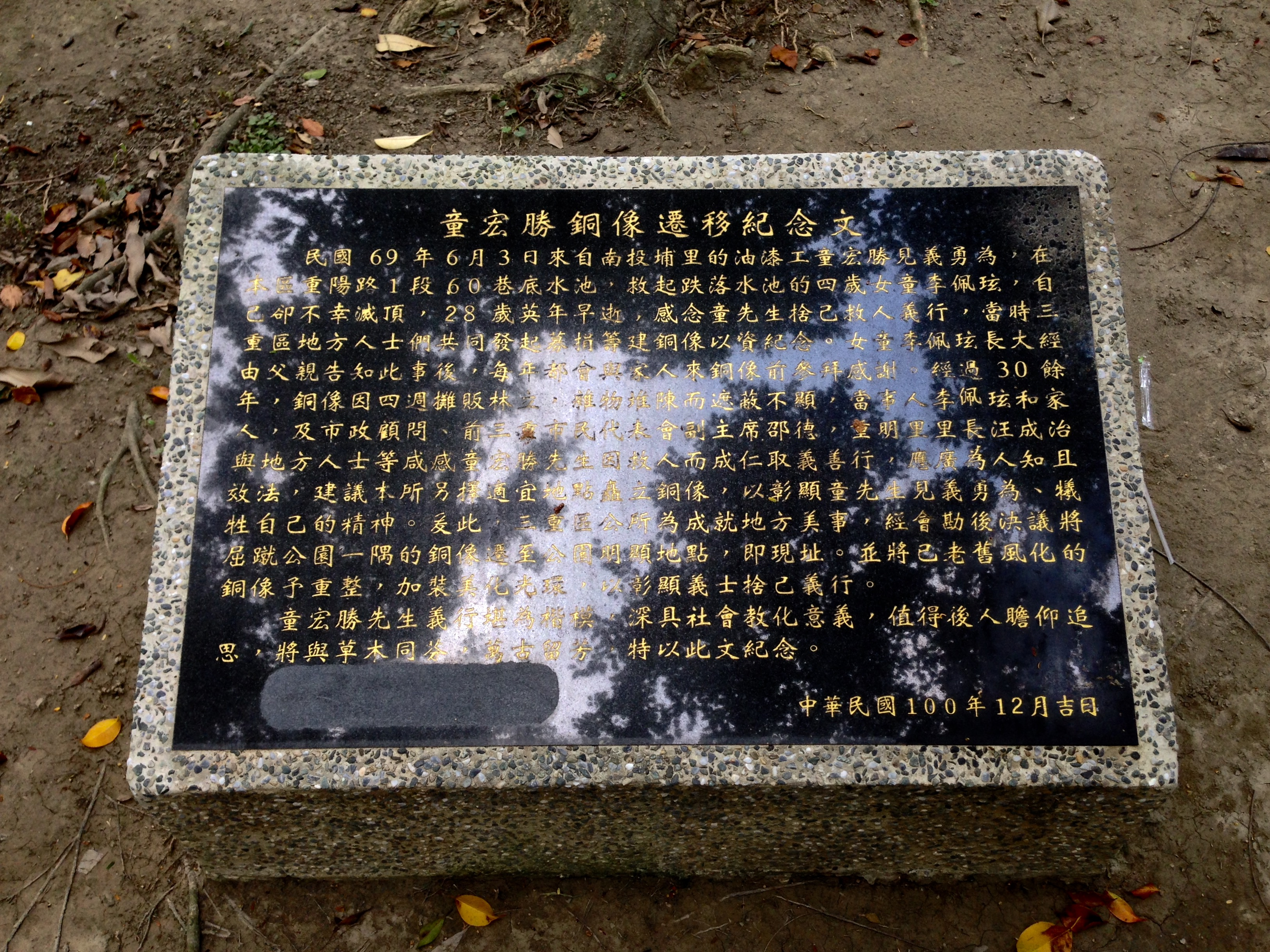
童宏勝銅像遷移紀念文

三重區公所重新打造銅像，修復破損處，重新矗立「義行可風」紀念碑，並加裝圓形LED燈罩。2012年8月12日舉行揭幕儀式，童宏勝大姐童月霞、妹妹童寶甘、大弟童筆政等11人從埔里北上參與，住在土城的李家也全員到齊，新北市長朱立倫也參加。李佩玹哽咽表示恩人銅像終於有安身之處，感謝區政諮詢委員邵德、三重區公所協助。童月霞說，弟弟常為別人著想，雖因救人喪命，全家仍以他為榮。還說雖與李佩玹初次見面，但像多個家人，甚至希望能與她一起過年。
2015年6月3日，童宏勝逝世35周年，三重區公所舉辦追思會。從事房地產業的李佩玹已於前一年結婚，致詞時針對當時剛發生的文化國小隨機殺人事件有感而發地說：「這世界不是什麼人都那麼壞，還是有人為了非親非故的人付出，不要失去對人的信心。」

## 類似
臺灣因救溺犧牲而立像的還有淺井初子、林添禎、簡金墻、李再春、蕭曜友、鄭漢、韋啟承、李益勝、蔡恆懷、許榮燦、蘇國賢、溫文龍、李合豐、楊清吉、曾鴻林等。